# جزیره آسونسیون
جزیره آسونسیون (به اسپانیایی: Asuncion Island) یک جزیره که در جزایر ماریانای شمالی است که در اقیانوس آرام واقع شده‌است.

## خصوصیات
جزیره آسونسیون غیرمسکونی می‌باشد و ۸۵۷ متر بالاتر از سطح دریا واقع شده‌است.